# Município de Richfield (condado de Lucas, Ohio)
O município de Richfield (em inglês: Richfield Township) é um município localizado no condado de Lucas, no estado estadounidense de Ohio. No ano de 2010 tinha uma população de 1.598 habitantes e uma densidade de 27,41 pessoas por km².

## Geografia
O município de Richfield encontra-se localizado nas coordenadas 41° 41′ 23″ N, 83° 49′ 47″ O. Segundo o Departamento do Censo dos Estados Unidos, o município tem uma superfície total de 58.3 km², toda ela terra firme.

## Demografia
Segundo o censo de 2010, tinha 1.598 habitantes residindo no município de Richfield. A densidade populacional era de 27,41 hab./km². Dos 1.598 habitantes, o município de Richfield estava composto pelo 98,75 % brancos, o 0,25 % eram afroamericanos, o 0,31 % eram asiáticos, o 0,19 % eram insulares do Pacífico, o 0,25 % eram de outras raças e o 0,25 % eram de uma mistura de raças. Do total da população o 1,06 % eram hispanos ou latinos de qualquer raça.